# Marwan Al-Sahafi
Marwan Saeed Masoud Al Sahafi (in arabo مروان الصحفي‎?; Gedda, 17 febbraio 2004) è un calciatore saudita, centrocampista del Beerschot VA in prestito dall'Al-Ittihad e della nazionale saudita.

## Carriera

### Club
Al-Sahafi è cresciuto nel settore giovanile dell'Al-Ittihad, con cui ha firmato il primo contratto professionistico il 12 giugno 2022. Ha debuttato in prima squadra il 7 ottobre seguente nell'incontro di Saudi Pro League vinto 3-1 contro l'Al-Fateh ed ha segnato il suo primo gol il 29 marzo 2024, contro l'Al-Fayha.
Il 1º settembre 2024 è stato ceduto in prestito al Beerschot VA.

### Nazionale
Ha giocato nelle nazionali giovanili saudite Under-20 ed Under-23.
Ha debuttato con la nazionale maggiore saudita il 6 giugno 2024 nell'incontro di qualificazione per il campionato mondiale 2026 vinto 3-0 contro il Pakistan.
Nel 2025 ha partecipato alla CONCACAF Gold Cup.

## Statistiche
aggiornato al 2 settembre 2024
| Stagione          | Squadra           | Campionato        | Campionato | Campionato | Coppe nazionali | Coppe nazionali | Coppe nazionali | Coppe continentali | Coppe continentali | Coppe continentali | Altre coppe | Altre coppe | Altre coppe | Totale | Totale | Totale |
| Stagione          | Squadra           | Comp              | Pres       | Reti       | Comp            | Pres            | Reti            | Comp               | Pres               | Reti               | Comp        | Pres        | Reti        | Pres   | Reti   |        |
| ----------------- | ----------------- | ----------------- | ---------- | ---------- | --------------- | --------------- | --------------- | ------------------ | ------------------ | ------------------ | ----------- | ----------- | ----------- | ------ | ------ | ------ |
| 2022-2023         | Al-Ittihad        | SPL               | 7          | 0          | KC              | 0               | 0               | -                  | -                  | -                  | SS          | 0           | 0           | 7      | 0      |        |
| 2023-2024         | Al-Ittihad        | SPL               | 20         | 2          | KC              | 3               | 1               | ACL                | 8                  | 0                  | SS+CdC+Cmc  | 0+2+1       | 0           | 34     | 2      |        |
| Totale Al-Ittihād | Totale Al-Ittihād | Totale Al-Ittihād | 27         | 2          |                 | 3               | 0               |                    | 8                  | 0                  |             | 3           | 0           | 41     | 2      |        |
| Totale carriera   | Totale carriera   | Totale carriera   | 27         | 2          |                 | 3               | 0               |                    | 8                  | 0                  |             | 3           | 0           | 41     | 2      |        |

### Cronologia presenze e reti in nazionale
| Cronologia completa delle presenze e delle reti in nazionale ― Arabia Saudita | Cronologia completa delle presenze e delle reti in nazionale ― Arabia Saudita | Cronologia completa delle presenze e delle reti in nazionale ― Arabia Saudita | Cronologia completa delle presenze e delle reti in nazionale ― Arabia Saudita | Cronologia completa delle presenze e delle reti in nazionale ― Arabia Saudita | Cronologia completa delle presenze e delle reti in nazionale ― Arabia Saudita | Cronologia completa delle presenze e delle reti in nazionale ― Arabia Saudita | Cronologia completa delle presenze e delle reti in nazionale ― Arabia Saudita |
| Data                                                                          | Città                                                                         | In casa                                                                       | Risultato                                                                     | Ospiti                                                                        | Competizione                                                                  | Reti                                                                          | Note                                                                          |
| ----------------------------------------------------------------------------- | ----------------------------------------------------------------------------- | ----------------------------------------------------------------------------- | ----------------------------------------------------------------------------- | ----------------------------------------------------------------------------- | ----------------------------------------------------------------------------- | ----------------------------------------------------------------------------- | ----------------------------------------------------------------------------- |
| 6-6-2024                                                                      | Zenica                                                                        | Pakistan                                                                      | 0 – 3                                                                         | Arabia Saudita                                                                | Qual. Mondiali 2026                                                           | -                                                                             | 77’                                                                           |
| 15-10-2024                                                                    | Gedda                                                                         | Arabia Saudita                                                                | 0 – 0                                                                         | Bahrein                                                                       | Qual. Mondiali 2026                                                           | -                                                                             |                                                                               |
| 14-11-2024                                                                    | Melbourne                                                                     | Australia                                                                     | 0 – 0                                                                         | Arabia Saudita                                                                | Qual. Mondiali 2026                                                           | -                                                                             | 88’                                                                           |
| 19-11-2024                                                                    | Giacarta                                                                      | Indonesia                                                                     | 2 – 0                                                                         | Arabia Saudita                                                                | Qual. Mondiali 2026                                                           | -                                                                             |                                                                               |
| 20-3-2025                                                                     | Riad                                                                          | Arabia Saudita                                                                | 1 – 0                                                                         | Cina                                                                          | Qual. Mondiali 2026                                                           | -                                                                             | 85’                                                                           |
| 25-3-2025                                                                     | Saitama                                                                       | Giappone                                                                      | 0 – 0                                                                         | Arabia Saudita                                                                | Qual. Mondiali 2026                                                           | -                                                                             | 61’                                                                           |
| 5-6-2025                                                                      | Riffa                                                                         | Bahrein                                                                       | 0 – 2                                                                         | Arabia Saudita                                                                | Qual. Mondiali 2026                                                           | -                                                                             | 79’                                                                           |
| 10-6-2025                                                                     | Gedda                                                                         | Arabia Saudita                                                                | 1 – 2                                                                         | Australia                                                                     | Qual. Mondiali 2026                                                           | -                                                                             | 62’                                                                           |
| 15-6-2025                                                                     | San Diego                                                                     | Haiti                                                                         | 0 – 1                                                                         | Arabia Saudita                                                                | Gold Cup 2025 - 1º turno                                                      | -                                                                             | 83’                                                                           |
| 19-6-2025                                                                     | Austin                                                                        | Arabia Saudita                                                                | 0 – 1                                                                         | Stati Uniti                                                                   | Gold Cup 2025 - 1º turno                                                      | -                                                                             | 75’                                                                           |
| 22-6-2025                                                                     | Paradise                                                                      | Arabia Saudita                                                                | 1 – 1                                                                         | Trinidad e Tobago                                                             | Gold Cup 2025 - 1º turno                                                      | -                                                                             | 80’                                                                           |
| 28-6-2025                                                                     | Glendale                                                                      | Messico                                                                       | 2 – 0                                                                         | Arabia Saudita                                                                | Gold Cup 2025 - Quarti di finale                                              | -                                                                             | 69’                                                                           |
| Totale                                                                        |                                                                               | Presenze                                                                      | 12                                                                            |                                                                               | Reti                                                                          | 0                                                                             |                                                                               |

## Palmarès

### Club

#### Competizioni nazionali
- Campionato saudita: 1

Al Ittihad: 2022-2023
- Supercoppa saudita: 1

Al Ittihad: 2022